# Initiative Kirche von unten
Die Initiative Kirche von unten (IKvu; ursprünglich Katholikentag von unten (Kvu), nach Joh 8,23 ) ist ein ökumenisches Netzwerk von ursprünglich etwa 45 amtskirchen- und gesellschaftskritischen Gruppen und Initiativen. Sie wurde im Jahre 1980 auf Grund von Problemen mit der römisch-katholischen Kirche beim Katholikentag 1978 in Freiburg im Breisgau gegründet.

## Wesen und Geschichte
Das Selbstverständnis der Initiative beruht auf der „Perspektive der Basis“. Der „kritische Dialog mit den kirchlichen Institutionen“ ist ihr nach eigenen Angaben ebenso wichtig wie die „konstruktive Auseinandersetzung mit der herrschenden Politik.“ Infolgedessen engagiert sie sich in verschiedenen Projekten zur Reform der Kirchen sowie in der Friedens- und Fairhandelsbewegung. Das Verhältnis der Initiative zur römisch-katholischen Kirche ist gespannt. Beim Ökumenischen Kirchentag 2003 in Berlin erregten ihre ökumenischen Abendmahlsgottesdienste großes Aufsehen und führten zur Suspension der beteiligten römisch-katholischen Priester Gotthold Hasenhüttl und Bernhard Kroll. Seit der Jahrtausendwende begann die Bedeutung der Initiative Kirche von unten stark nachzulassen, auch weil das Zentralkomitee der deutschen Katholiken offener für frühere Tabuthemen wurde und so der Bedarf nach Alternativen zurückging. Mit einher ging eine Verringerung der Aktivitäten der Gruppen, von denen einige nur noch auf dem Papier bestehen.

## Mitgliedsinitiativen
- Aktionskreis Augsburg (AKA),
- Aktionskreis Halle (AKH), assoziiert
- Arbeitsgemeinschaft Studierende der katholischen Theologie (AGT),
- Arbeitsgemeinschaft von Priester- und Solidaritätsgruppen (AGP),
- Arbeitskreis Alternativer Katholizismus,
- Arbeitskreis Imprimatur,
- Basis München,
- Basisgemeinde Frankfurt,
- Basisgemeinde Friedrich Spee,
- Berliner Initiative Stolperstein,
- Bund der Religiösen Sozialistinnen und Sozialisten Deutschlands (BRSD),
- Christen für gerechte Wirtschaftsordnung e. V. (CGW),
- ChristInnen für den Sozialismus (CfS),
- Christkönig-Gemeinde Eschborn,
- Christliche Initiative Romero (CIR),
- Dietrich-Bonhoeffer-Verein (dbv),
- Essener Kreis,
- Evangelische Studierendengemeinde (ESG),
- Evangelische Wicherngemeinde Frankfurt am Main
- Fachschaft Katholische Theologie der Universität Regensburg,
- Freckenhorster Kreis (FK),
- Freiburg Ost,
- Gemeinde im Oscar-Romero-Haus,
- IKvu Bremen-Oldenburg-Ostfriesland,
- Initiative Christenrechte in der Kirche,
- Initiative Christliche Linke (ICL),
- Initiative Ordensleute für den Frieden (IOF),
- Initiativgruppe vom Zölibat betroffener Frauen,
- Katholische Gemeinschaft Friedrich Spee von Langenfeld (KGSpee),
- Leserinitiative Publik e. V. (LIP),
- Maria von Magdala - Initiative Gleichberechtigung für Frauen in der Kirche,
- Netzwerk Katholischer Lesben (NkaL),
- Netzwerk Rhein-Neckar,
- Ökumenische Arbeitsgruppe Homosexuelle und Kirche (HuK) e. V.
- Schlangenbrut – Zeitschrift für feministisch und religiös interessierte Frauen,
- Solidaritätsgruppe Paderborn (SOG),
- Vereinigung katholischer Priester und ihrer Frauen (VkPF)